# ترینه شوان توان
ترینه شوان توان (انگلیسی: Trinh Xuan Thuan؛ زادهٔ ۲۰ اوت ۱۹۴۸) دانشمند در زمینه اخترشناسی فراکهکشانی اهل ویتنام است.
وی همچنین برندهٔ جوایزی همچون جایزه ادبی آسیا و جایزه کالینگا شده‌است.